# Montecarlo, Lucca
Montecarlo là một đô thị ở tỉnh Lucca trong vùng Toscana, có cự ly khoảng 50 km về phía tây của Firenze và khoảng 12 km về phía đông của Lucca. Tại thời điểm ngày 31 tháng 12 năm 2004, đô thị này có dân số 4.450 người và diện tích là 15,6 km².
Montecarlo giáp các đô thị: Altopascio, Capannori, Chiesina Uzzanese, Pescia, Porcari.